# Alloschizidium cavernicolum
Alloschizidium cavernicolum är en kräftdjursart som beskrevs av Stefano Taiti och Franco Ferrara 1995. Alloschizidium cavernicolum ingår i släktet Alloschizidium och familjen klotgråsuggor. Inga underarter finns listade i Catalogue of Life.